# Mitrydates z Pergamonu
Mitrydates z Pergamonu lub Mitrydates Pergameński (gr.: Μιθριδάτης, Mithridátēs) (zm. 46 p.n.e. pod Pantikapajonem) – wódz rzymski, pretendent do królestwa bosporańskiego jako Mitrydates II od 47 p.n.e. do swej śmierci. Syn Menodota, obywatela miasta Pergamonu i Adobogiony, siostry Brogitarusa, tetrarchy Trokmów, plemienia na terenie Galacji.
Adobogiona, matka Mitrydatesa, była rzekomo kochanką Mitrydatesa VI Eupatora Dionizosa, króla Pontu i Bosporu. Mitrydates podobno wyglądem przypominał króla. Ten wziął go zapewne z tego powodu z Pergamonu do swego obozu i trzymał przy sobie Wiela lat, by pobierał edukację oraz szkolił się w życiu wojskowym. Dzięki swym naturalnym zdolnościom zdobywał coraz wyższe stanowiska oraz szacunek rodaków. W r. 64 p.n.e. zaczął wykonywać główny zarząd nad sprawami swego rodzimego miasta. W r. 59 p.n.e. przebywał w Rzymie.
Mitrydates cieszył się względami, a nawet osobistą przyjaźnią Gajusza Juliusza Cezara, który na początku wojny aleksandryjskiej (r. 48 p.n.e.) wysłał go do Syrii i Cylicji celem uzyskania pomocy wojskowej. Mitrydates gorliwie wywiązując się z zadania, zebrał wielką armię wojska. Następnie postanowił wpłynąć do ujścia Nilu naprzeciw Peluzjum. Gdy Egicjanie nie dopuścili do tego, nocą przeciągnął okręty do kanału, a potem popłynął w górę rzeki. Następnie po rozgromieniu strzegących ujścia Nilu, zaatakował i zdobył twierdzę Peluzjum z lądu i rzeki (16 stycznia 47 r.). Po jego zdobyciu pospieszył do Aleksandrii, stolicy Egiptu, do Cezara. Gdy król egipski Ptolemeusz XIII dowiedział się o jego zbliżaniu, wysłał przeciw niemu znaczne siły. Pierwsze oddziały chciały szybko wydać bitwę, co się źle skończyło, bowiem Mitrydates wytrzymując ich natarcie w swym obozie, dokonał zniszczenia wielkiej ich liczby. Resztki po połączeniu z podążającymi oddziałami ponownie zaczęli atakować Mitrydatesa. Ten postanowił wysłać gońca do Cezara z wiadomościami. Król egipski, po otrzymaniu informacji od swoich o wydarzeniach, niezwłocznie wyruszył na Mitrydatesa. W tym czasie Cezar także wyruszył, by połączyć siły (29 stycznia 47 r.). Ptolemeusz XIII szedł krótszą drogą po Nilu, mając do dyspozycji flotę. Rzymianin popłynął okrężnie morzem. Pomimo tych działań doszło jednak do spotkania z siłami egipskimi. Król zajął pozycje z natury obronne. Między wrogami była wąska rzeka o wysokich brzegach. Król wysłał nad nią całą konnicę i lekkozbrojną piechotę, by zamknąć przejście Cezarowi. Rzymianie jednak wyszli z tego klinczu. Jeźdzcy szukając brodów, przeprawili się w miejscach o niższych brzegach. Legioniści po ścięciu drzew, które sięgały drugiego brzegu, przeszli na drugą stronę. Egipcjanie widząc trudną sytuację, postanowili uciekać. Tylko nieliczni dotarli do obozu króla. Cezar potem pokonał Egipcjan. Król uciekając z obozu, dostał się podobno na statek, który będąc obciążony uciekinierami zatonął. Cezar po załatwienu spraw egipskich wyruszył do Syrii. Mitrydates prawdopodobnie towarzyszył w jego kampanii przeciwko Farnakesowi II, królowi Bosporu.
Po zwycięstwie nad nim w bitwie pod Zelą (21 maja 47 p.n.e.) Cezar dokonał podziału między tetrarchów, królów i miasta. Za lojalność Mitrydates został ustanowiony królem bosporańskim. Otrzymał także prawdopodobnie tetrarchię Trokmijczyków we wschodniej Galacji, którą Cezar zabrał Dejotarowi I Filoromajosowi. Mitrydates skłoniony przez Cezara miał za zadanie prowadzić wojnę z Asandrem, który był zabójcą Farnakesa oraz objął po nim tron Bosporu. Jednak Mitrydates poniósł klęskę w walce, w której zginął.